# Juan Carlos Fotea Dineri
Juan Carlos Fotea Dineri  (Junín, provincia de Buenos Aires, Argentina, 12 de octubre de 1950) es un expolicía que se desempeñó como suboficial de la Policía Federal Argentina  durante la dictadura militar que gobernó al país entre 1976 y 1983. Cumplió funciones en el grupo de tareas 3.3.2 y participó en la masacre de la Iglesia de Santa Cruz y en la desaparición de Rodolfo Walsh.

## Trayectoria
Se desempeñó como suboficial de Coordinación Federal de la Policía Federal Argentina, donde se coordinaban actividades de inteligencia y contrainteligencia y se colaboraba con las Fuerzas Armadas en el entrenamiento de técnicas para torturar. Fue integrante del grupo de tareas 3.3.2 donde se cometían crímenes de lesa humanidad y desaparición forzada de personas, torturas y ejecuciones sumarias.
Integró el Batallón de Inteligencia 601 que comandaba Raúl Guglielminetti en donde se desarrollaban tareas internacionales de inteligencia abarcando toda Latinoamérica.

### Detenciones
Se mudó a España en donde fue detenido en dos oportunidades, la primera en Madrid en 1985, en una causa en la que además fue detenido Raúl Guglielminetti y la segunda en 2005, a raíz de un pedido de extradición emitido por la justicia argentina como consecuencia de la investigación del asesinato del periodista Rodolfo Walsh. Cuando lo trasladaron ante el juez español que tramitó su extradición declaró ser inocente y se negó a ser trasladado a Argentina, proclamó "Soy inocente, cumplí con mi deber".
En el año 2007 fue trasladado en calidad de extraditado y detenido a la Argentina para ser juzgado.

### Condena
El Tribunal Oral Nro 5 de la Ciudad de Buenos Aires lo condenó a 25 años de prisión como conclusión de la causa ESMA en donde se dilucidaron tres investigaciones incluyendo los crímenes cometidos en la iglesia de la Santa Cruz.